# جيمي بريسينيو
جيمي بريسينيو (بالإسبانية: Jimmy José Briceño Castro )‏ (و. 1986  م) هو راكب دراجة هوائية فنزويلي، ولد في ولاية باريناس.

## سباقات أو مراحل فاز بها
| التاريخ       | السباق            | المركز                  |
| ------------- | ----------------- | ----------------------- |
| 22 يناير 2012 | فولتا تاشيرا 2012 | الفائز في التصنيف العام |
| 22 يناير 2017 | فولتا تاشيرا 2017 | المركز الثاني           |
| 18 يناير 2019 | فولتا تاشيرا 2019 | الفائز في التصنيف العام |
| 19 يناير 2020 | فولتا تاشيرا 2020 | الخامس في التصنيف العام |
| 22 يناير 2023 | فولتا تاشيرا 2023 | السادس في التصنيف العام |

## روابط خارجية
- جيمي بريسينيو على موقع الاتحاد الدولي للدراجات (الإنجليزية)
- جيمي بريسينيو على موقع أرشيف الدراجات (الإنجليزية)
- جيمي بريسينيو على موقع إحصائيات الدراجات الإحترافية (الإنجليزية)
- جيمي بريسينيو على موقع نسبة الدراجات (الإنجليزية)